# Una señora estupenda
Una señora estupenda és una pel·lícula de coproducció hispano-mexicana de comèdia musical del 1967 dirigida per Eugenio Martín Márquez, coautor del guió amb Vicente Coello basat en una obra d'Alfonso Paso, i protagonitzada per Lola Flores.

## Sinopsi
Lola ha passat set anys a Acapulco (Mèxic), on ha assolit un gran èxit com a artista. Torna a Espanya i es troba que el seu fill Juan, arquitecte de professió, s'ha casat amb una noia de bona família. Els seus pares són força antiquats i no veuen amb bons ulls la seva professió. Però la simpatia i humanitat de Lola se'ls acabarà guanyant.

## Repartiment
- Lola Flores	...	Lola
- Rafaela Aparicio
- Florinda Chico
- Joaquín Cordero	...	Fernando
- Fernando Guillén	...	Andrés
- Julissa	...	Mercedes
- Emilio Laguna	...	Detectiu
- Goyo Lebrero	...	Mosso d'estació
- Palomo Linares	...
- José Luis López Vázquez	...	Nicolás
- Gracita Morales	...	Minyona
- José Orjas...	Avi
- Julián Pastor ... Juan
- José Sazatornil...	Rodríguez
- Luchy Soto...	Otilia

## Premis
Als Premis del Sindicat Nacional de l'Espectacle de 1967 Lola Flores va rebre el premi a la millor actriu.